# بازی‌های پان امریکن ۱۹۶۷
بازی‌های پان امریکن ۱۹۶۷ (انگلیسی: 1967 Pan American Games) پنجمین دوره بازی‌های پان امریکن است که از ۲۳ ژوئیه تا ۶ اوت ۱۹۶۷ در وینیپگ، کانادا با حضور ۲۳۶۱ ورزشکار برگزار شده‌است.

## جدول مدال‌هل
*   کشور میزبان ( کانادا)
| رتبه            | کشور                | طلا | نقره | برنز | مجموع |
| --------------- | ------------------- | --- | ---- | ---- | ----- |
| ۱               | ایالات متحده آمریکا | ۱۱۵ | ۶۱   | ۴۲   | ۲۱۸   |
| ۲               | کانادا*             | ۱۲  | ۳۳   | ۳۸   | ۸۳    |
| ۳               | برزیل               | ۱۰  | ۱۰   | ۵    | ۲۵    |
| ۴               | کوبا                | ۸   | ۱۴   | ۲۴   | ۴۶    |
| ۵               | آرژانتین            | ۷   | ۱۲   | ۱۰   | ۲۹    |
| ۶               | مکزیک               | ۵   | ۱۴   | ۲۱   | ۴۰    |
| ۷               | ترینیداد و توباگو   | ۲   | ۲    | ۳    | ۷     |
| ۸               | ونزوئلا             | ۱   | ۴    | ۵    | ۱۰    |
| ۹               | کلمبیا              | ۱   | ۲    | ۵    | ۸     |
| ۱۰              | شیلی                | ۱   | ۱    | ۳    | ۵     |
| ۱۰              | پورتوریکو           | ۱   | ۱    | ۳    | ۵     |
| ۱۲              | پرو                 | ۰   | ۲    | ۱    | ۳     |
| ۱۳              | اروگوئه             | ۰   | ۱    | ۴    | ۵     |
| ۱۴              | اکوادور             | ۰   | ۱    | ۲    | ۳     |
| ۱۴              | پاناما              | ۰   | ۱    | ۲    | ۳     |
| ۱۶              | برمودا              | ۰   | ۱    | ۱    | ۲     |
| ۱۷              | باربادوس            | ۰   | ۱    | ۰    | ۱     |
| ۱۸              | جامائیکا            | ۰   | ۰    | ۳    | ۳     |
| ۱۹              | آنتیل هلند          | ۰   | ۰    | ۱    | ۱     |
| ۱۹              | گویان               | ۰   | ۰    | ۱    | ۱     |
| مجموع (۲۰ کشور) | مجموع (۲۰ کشور)     | ۱۶۳ | ۱۶۱  | ۱۷۴  | ۴۹۸   |

## ورزش‌ها
- دو و میدانی  (جزئیات)
- بیسبال  (جزئیات)
- بسکتبال  (جزئیات)
- بوکس  (جزئیات)
- دوچرخه‌سواری  (جزئیات)
- شیرجه  (جزئیات)
- سوارکاری  (جزئیات)
- شمشیربازی  (جزئیات)
- هاکی روی یخ  (جزئیات)
- فوتبال  (جزئیات)
- ژیمناستیک  (جزئیات)
- جودو  (جزئیات)
- روئینگ  (جزئیات)
- قایقرانی بادبانی  (جزئیات)
- تیراندازی  (جزئیات)
- شنا  (جزئیات)
- تنیس  (جزئیات)
- والیبال  (جزئیات)
- واترپلو  (جزئیات)
- وزنه‌برداری  (جزئیات)
- کشتی  (جزئیات)